# 민물거북
민물거북(terrapin)은 담수나 기수에 사는 여러 종의 작은 거북이(거북목, order Testudines)로 이루어진 집단이다. 거북이는 단일 분류군을 형성하지 않으며 밀접한 관련이 없을 수 있다. 많은 거북이가 돌거북과와 늪거북과에 속한다.

## 같이 보기
- 땅거북
- 바다거북